# Rangerbroms

## Definition
Rangerbroms är en anordning, som vid växling minskar hastigheten hos en järnvägsvagn, som rullar på en bangård.

## Typer

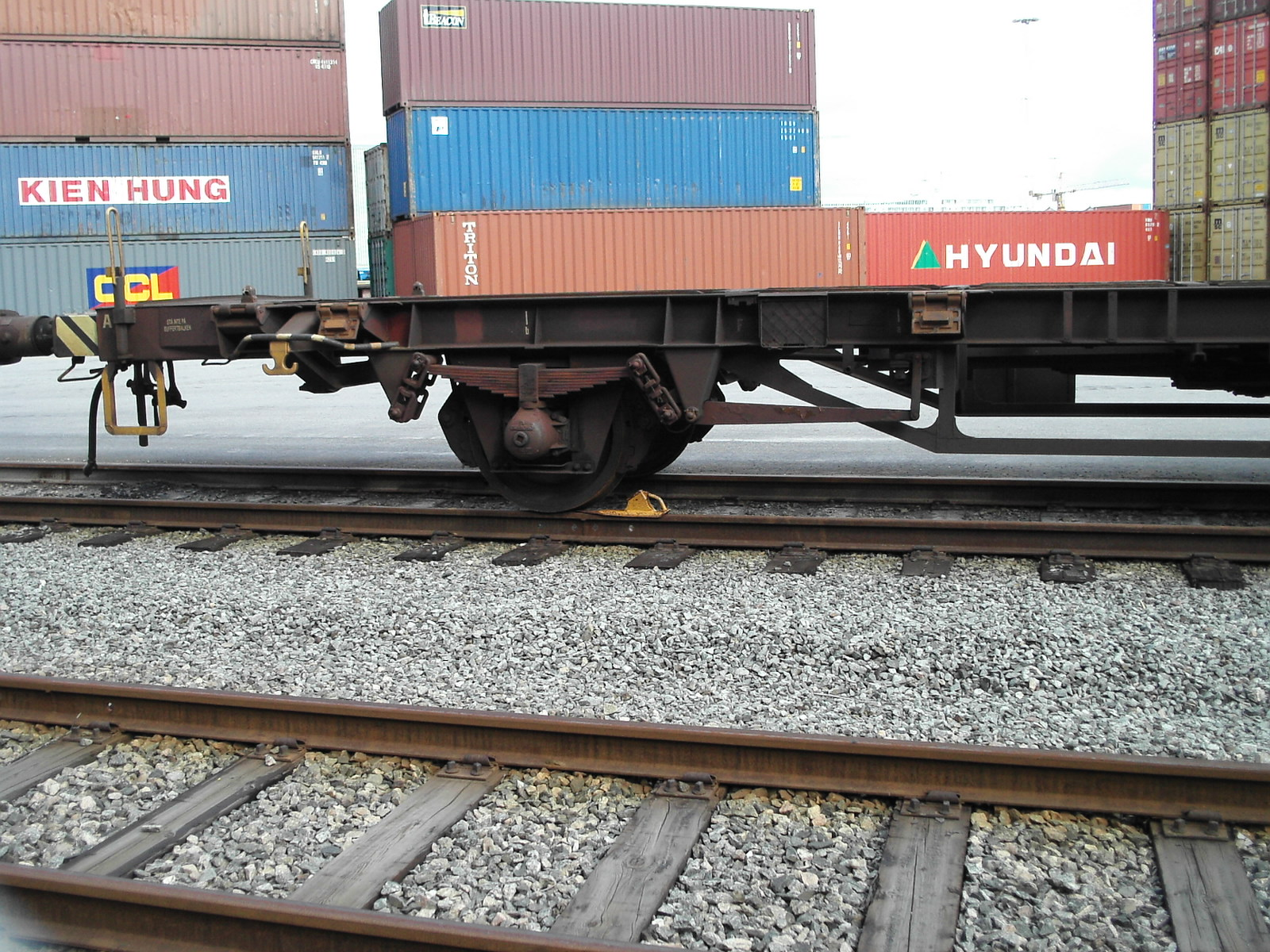
Bromssko. Den lilla gula framför hjulet.

- Bromssko. Det är en liten släde som placeras på ena rälen. När en vagn kommer, så rullar hjulet upp på släden, men stoppas sedan av en klack som gör att hjulaxeln låses och släden glider på rälen tills friktionen fått den att stanna. Bromsskor har funnits länge och används fortfarande vid rangering på mindre bangårdar. Bromsskor används även för att säkra vagnar från att oönskat komma i rullning.

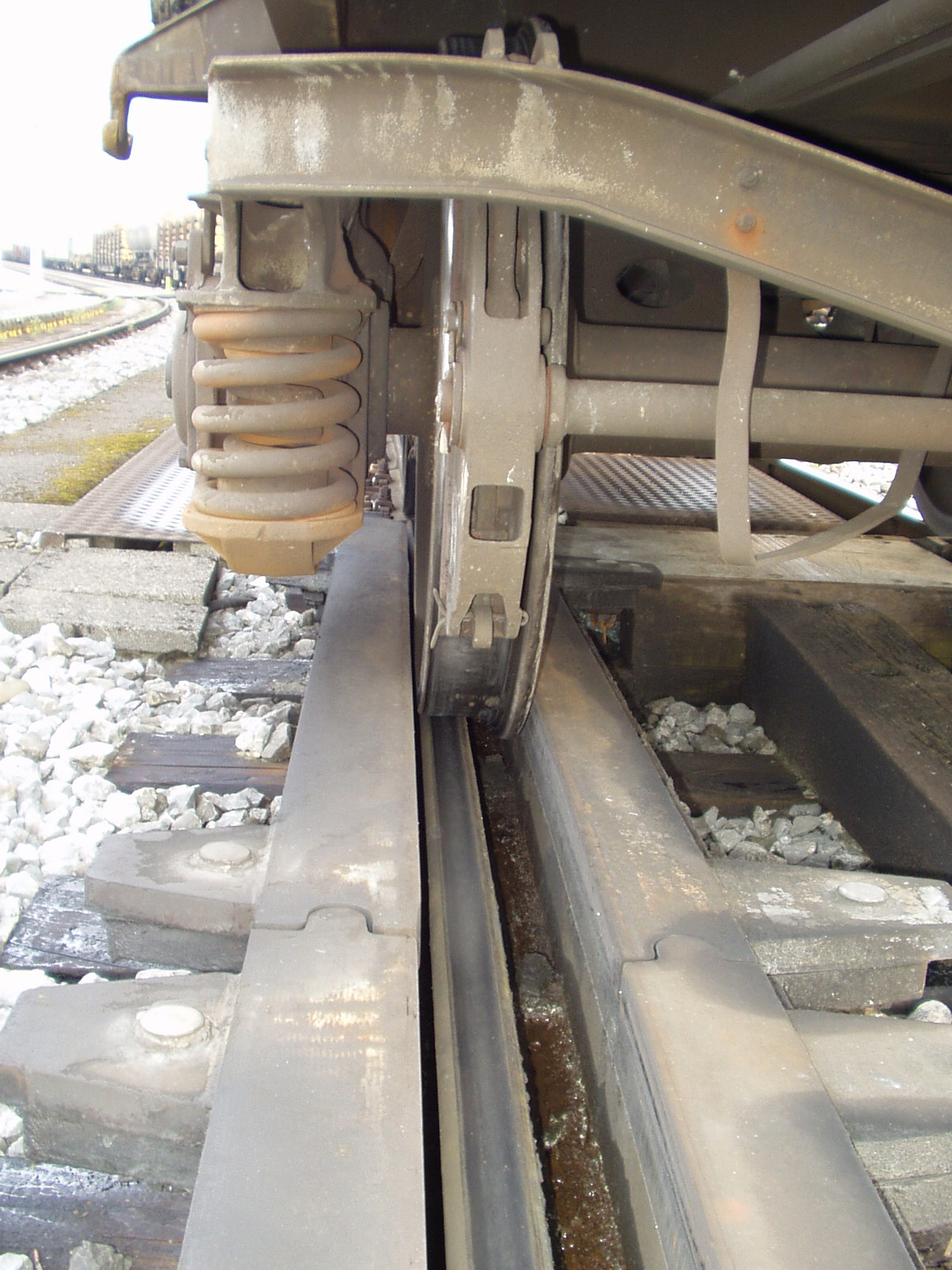
Balkbroms

- Balkbroms. Balkbromsar består av en balk på vardera sidan om rälsen och som trycker mot sidorna på de hjul som rullar förbi balkarna. Därigenom friktionsbromsas hjulen. Balkarna trycks mot hjulen med tryckluft eller hydraulik vilka styrs från ställverket. Balkbromsarna användes vid vallrangering och balkarna görs så långa att hastigheten tas ned lagom mycket. Balkbromsarna ska inte stoppa vagnarna helt utan bara sänka hastigheten. Det finns enkelsidiga balkbromsar som sitter bara på ena rälen och dubbelsidiga på båda rälerna.

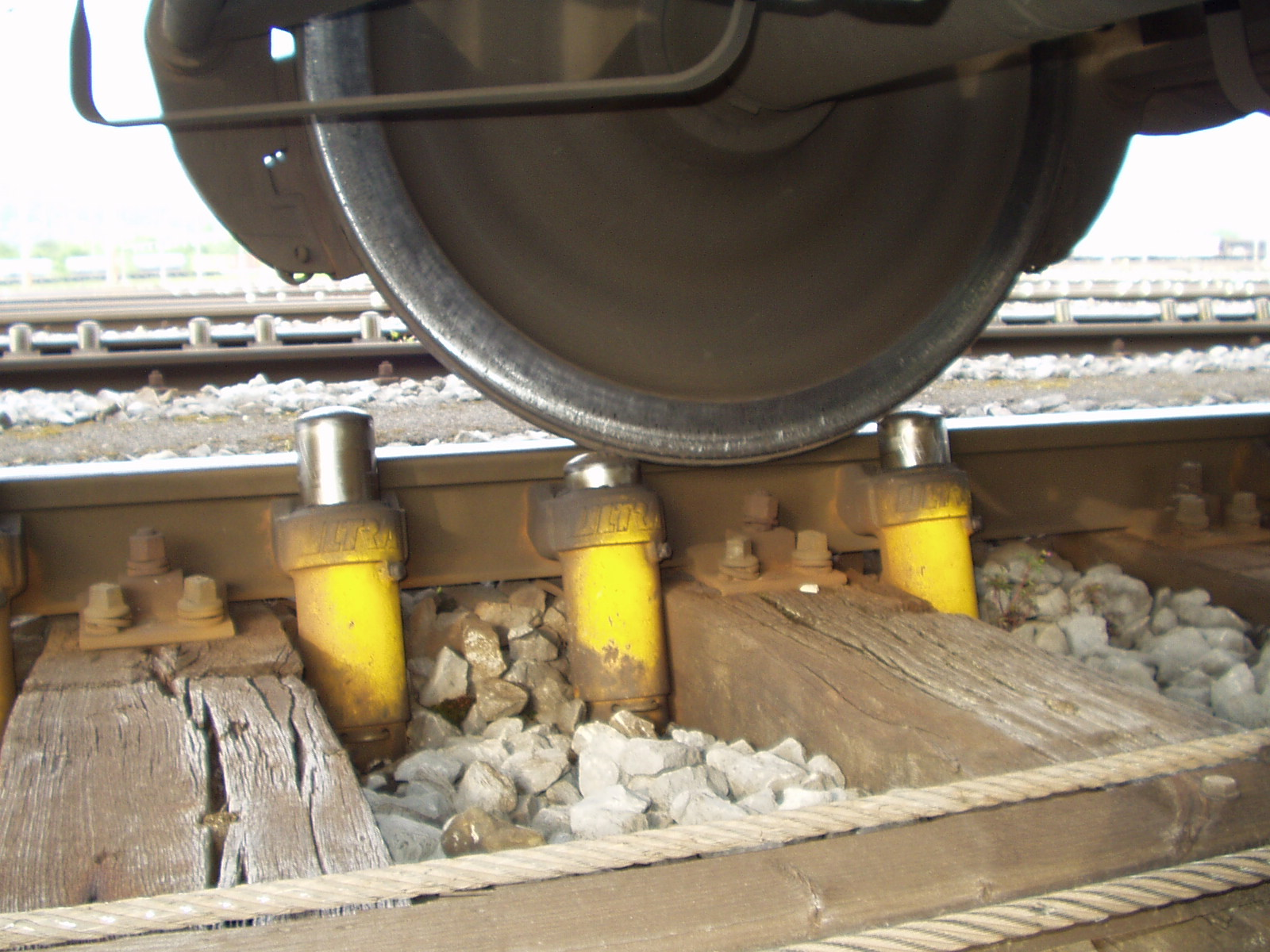
Kolvbroms.

- Kolvbroms. Består av kolvar som placerats på insidan av rälerna. Område med kolvbroms på Hallsbergs rangerbangård benämns i dagligt tal som "svampodlingen". När en vagn kommer trycker hjulflänsen ned kolven. Eftersom kolven har en stor dämpning så sker en inbromsning. Finessen med kolvbromsar är att kolvarna kan pressas ned av tryckluft vilket gör att bromsning ej sker. Kolvbromsarna styrs från ställverket.

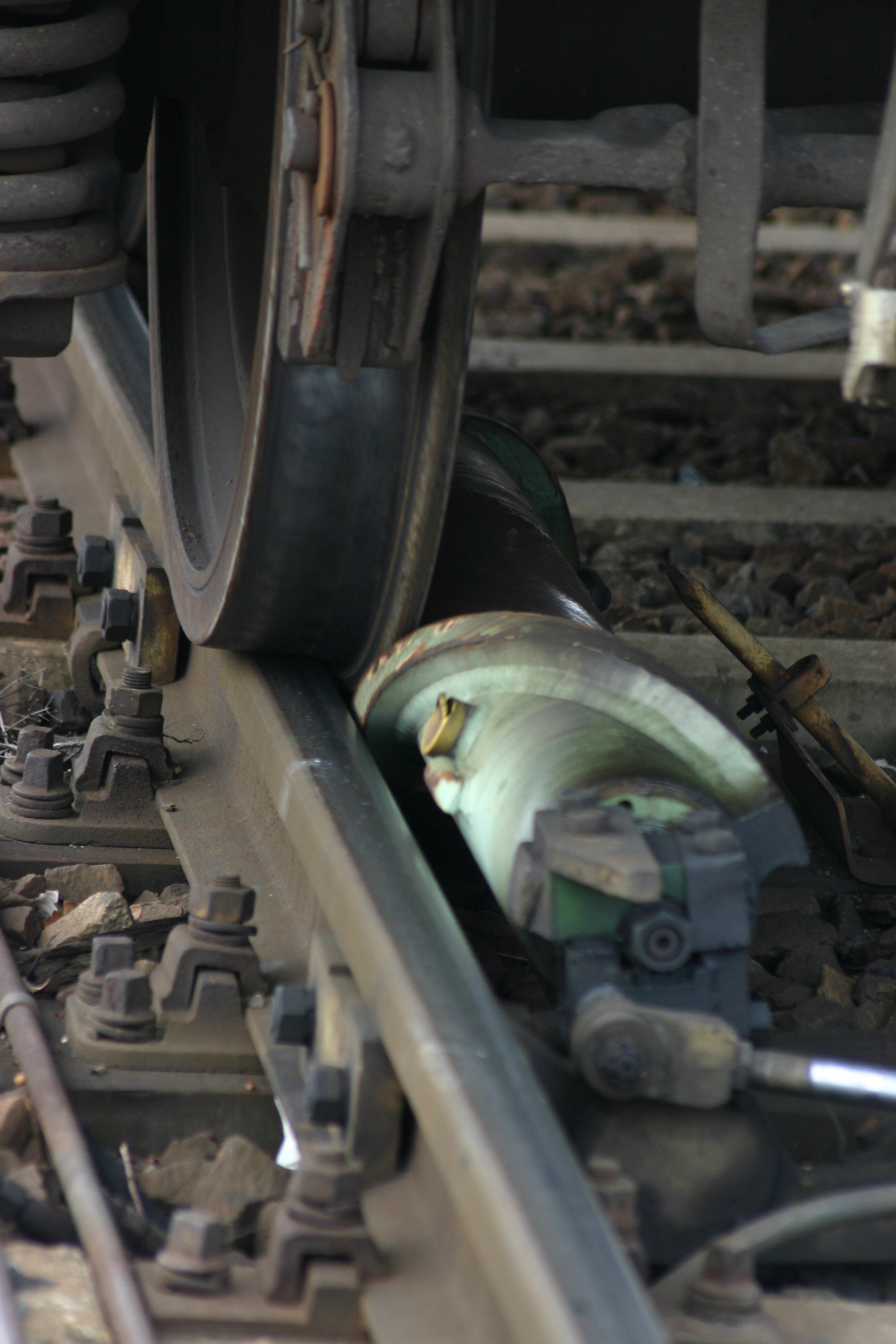
Spiralbroms.

- Cylinder med en utvändig spiral. Ett flertal cylindrar med en utvändig spiral sitter monterade intill rälerna. En spiral får cylindrarna att rotera när en vagn passerar. Inuti cylindern finns hydraulisk anordning som medger att cylindern roterar upp till en viss hastighet, som är lämplig för rangering. Om vagnen rullar med högre hastighet så kommer cylindern att göra motstånd och bromsa cylindern och även vagnen.
- Stoppbock. Är egentligen ingen broms men har liknande funktion då den med en fjädrande buffert tar ned hastigheten till noll. På stora rangerbangårdar finns nedfällbara stoppbockar.